# Dioxypterus malcheri
Dioxypterus malcheri is een keversoort uit de familie kniptorren (Elateridae). De wetenschappelijke naam van de soort is voor het eerst geldig gepubliceerd in 1935 door Heller.